# Vive y deja morir (película)
Vive y deja morir (título original en inglés: Live and Let Die) es una película de 1973 del género espionaje producida por Eon Productions, siendo la primera película de James Bond, agente ficticio de MI6, en que dicho personaje es interpretado por el actor Roger Moore. Producida por Albert R. Broccoli y Harry Saltzman, Vive y deja morir es la tercera película de la serie dirigida por Guy Hamilton. El estudio y los productores querían que Sean Connery volviera después de su papel en la película Bond anterior Diamonds Are Forever, pero ante la negativa de este, comenzaron la búsqueda de un nuevo actor para interpretar a James Bond, papel que recayó en Moore.
Vive y deja morir fue adaptada de la novela del mismo nombre de Ian Fleming, contó con un presupuesto de 7 millones de dólares y fue lanzada durante el apogeo de la era del blaxploitation y muchos arquetipos y clichés blaxploitation están representados en la película, incluyendo despectivos epítetos raciales ("honky"), gánsteres negros y automóviles extravagantemente personalizados ("pimpmobiles", por ser típicos de los proxenetas de los años 70 y 80). La trama involucra a un narcotraficante de Harlem conocido como Mr. Big, que planea distribuir dos toneladas de heroína de forma gratuita para sacar del negocio a los barones de la droga rivales y luego convertirse en un proveedor monopolista. Se revela que Mr. Big es el alter ego del Dr. Kananga, un corrupto dictador caribeño, que gobierna San Monique, una isla ficticia donde se cultivan en secreto amapolas. Bond está investigando la muerte de tres agentes británicos, lo que lo lleva a Kananga, y pronto se ve atrapado en un mundo de gánsteres y vudú mientras lucha para detener el plan del narcotraficante.
La película se aparta de los argumentos de las películas de James Bond anteriores sobre supervillanos megalómanos y en cambio se centra en el narcotráfico, representado principalmente en películas blaxploitation. Fue situada en centros culturales afroamericanos como Harlem y Nueva Orleans, así como las islas del Caribe. Fue también la primera película de James Bond con una chica Bond afroamericana que tiene una relación amorosa con 007, Rosie Carver, que fue interpretada por Gloria Hendry.
La película fue un éxito de taquilla y recibió críticas generalmente positivas de los críticos. Su banda sonora principal, escrita por Paul y Linda McCartney e interpretada por su banda Wings, fue también nominada al Óscar por mejor canción original.

## Argumento

#### Sinopsis corta
En la trama, un capo de la droga de Harlem conocido como Mr. Big planea distribuir dos toneladas de heroína gratis para poner a barones de la droga rivales fuera del negocio. Sin embargo, Mr. Big se revela como el alter ego disfrazado del Dr. Kananga, un dictador corrupto del Caribe, que gobierna San Monique, la isla ficticia donde se cultivan en secreto las amapolas de heroína. Bond investiga la muerte de tres agentes británicos, lo que lo lleva a Kananga y pronto se verá atrapado en un mundo de gánsters y vudú mientras él lucha para poner fin al régimen del barón de la droga. 

#### Sinopsis larga
En la secuencia precréditos tres agentes son asesinados: Dawes (James Drake), el representante del Reino Unido en la ONU, en Nueva York; Hamilton (Robert Dix) apuñalado en Nueva Orleans; y Baines (Dennis Edwards) muere como producto de un sacrificio vudú en una isla llamada San Monique. 
M (Bernard Lee) llega a la casa de James Bond (Roger Moore) para alertarlo de la situación a la vez que el agente escondía a su amante, Miss Caruso (Madeline Smith), una agente con la que había trabajado en Italia. M le dice a Bond que Dawes vigilaba a un primer ministro: el Dr. Kananga, Hamilton colaboraba con la CIA en Nueva Orleans y Baines vivía en San Monique. Moneypenny ayuda a esconder a la agente a la vez que da a 007 un reloj Rolex magnético proporcionado por Q. Mientras Bond viaja a Nueva York, una mujer, Solitaire, (Jane Seymour) predice a Kananga (Yaphet Kotto) que él vendrá y traerá violencia y destrucción. Bond es llevado por Charlie, un chófer de la CIA (Joe Chitwood) y se comunica con Félix Leiter (David Hedison) quien vigila a Kananga.
Durante el trayecto, el chófer de Bond es asesinado con un dardo mortal disparado del retrovisor de otro automóvil pero Bond logra detener el coche que iba a gran velocidad tras ser asesinado el chófer y al rato Bond alerta de esto a Leiter y le pide investigar la matrícula del automóvil atacante. Mientras Kananga distrae a la vigilancia de la CIA con una grabadora, Leiter le dice a Bond que el dueño del automóvil está en una tienda de artículos Vudú. Bond se dirige al lugar, donde finge comprar una serpiente de plástico para poder acceder a una puerta secreta donde entró el atacante del chófer. Así, llega a un garaje donde ve a varias personas junto con el asesino y los sigue en un taxi hasta Harlem, llegando a un restaurante llamado "Fillet of Soul", donde es capturado. Bond conoce a la misteriosa y hermosa mujer Solitaire (Jane Seymour), quien le predice parte de su futuro. En ese momento, un hombre llamado TeeHee (Julius W. Harris) con su prótesis rompe la pistola de Bond y alerta a Mr. Big, un gánster de Harlem y dueño del restaurante, quien ordena matar al agente. Bond neutraliza a los sicarios de Mr. Big en un callejón aledaño y se encuentra con Harold Strutter (Lon Statton), agente de la CIA quien lo comunica con Leiter, este le da la noticia de que Kananga ha vuelto a San Monique para que así Bond no le perdiese el rastro.
Bond llega a San Monique y se hospeda en un hotel, donde presencia a un misterioso personaje conocido como el Barón Samedi (Geoffrey Holder), dios vudú de la muerte. Al llegar al lobby del hotel, Bond es notificado de que su "esposa" lo estaba esperando. Al llegar a la habitación, Bond descubre que esta tiene micrófonos gracias a gadjets proporcionados por Q a través de la CIA. Luego, mientras se bañaba, sufre un atentado fallido cuando en el baño es dejada una serpiente venenosa. Al rato ordena una champaña al Servicio de habitaciones y descubre que su "esposa" es una agente de la CIA llamada Rosie Carver (Gloria Hendry), quien alerta a Bond que el camarero del hotel quien dio en ese momento la champaña es "Whisper" (Earl Jolly Brown), secuaz de Kananga y quien había asesinado al chófer de Bond y Rosie finge sentir miedo para estar cerca de Bond. Al día siguiente Bond recibe una carta de Tarot; la reina de copas mostrada al revés. James y Rosie se dirigen al muelle, donde se encuentran con Quarrel Jr. (Roy Stewart), amigo y colaborador de Bond y también agente de la CIA. Quarrel le muestra el palacio de Kananga y desembarcan para investigar el asesinato de Baines. Mientras tanto, Solitaire predice a Kananga que Bond se acerca y él sabe lo que Rosie tiene que hacer. Bond descubre que Rosie es una agente doble al servicio de Kananga tras ver su actitud y por la carta de la reina de copas que estando al revés significaba una mujer mala y manipuladora. Rosie intenta huir pero es asesinada por un muñeco Vudú de Kananga que en su interior tenía una cámara de seguridad y un disparador. Esa noche, Solitaire discute con Kananga lo sucedido con Rosie y le oculta que una de las cartas le predecía desde lo sucedido en el restaurante en Harlem que ella y Bond serían amantes. Mientras Bond y Quarrel vigilaban el palacio, Bond desciende desde su planeador golpeando a un guardia y se dirige a la sala de Solitaire, cuando esta lo descubre. Bond le dice que serán amantes y al sacar una carta era la que le había salido en las dos ocasiones precedentes: los amantes. Bond y Solitaire pasan la noche juntos (sin saber que Bond había tenido todas las cartas de los amantes) y Solitaire le dice que al perder su virginidad había perdido su poder de ver el futuro. James le promete que nada le sucederá y le pide averiguar qué esconde Kananga.  Solitaire accede y, al día siguiente, tras seguir a los fetiches vudú, descubre que la tierra de tal culto no era más que un campo camuflado de amapolas. Tras ser delatados por el Barón Samedi, Kananga ordena a sus hombres atacar a Bond. Ambos logran escapar y huir en un bus de dos pisos neutralizando a los secuaces de Kananga hasta llegar al muelle donde los esperaba Quarrel Jr. Bond le propone ir a Nueva Orleans para investigar la muerte de Hamilton, pero una vez en el aeropuerto son atrapados por sicarios de Mr. Big. Bond logra huir de estos usando una avioneta que servía para una clase de vuelo hasta romper las alas del vehículo. 
Más tarde Bond y Leiter se reúnen y se dirigen al restaurante Fillet of Soul, con sede en Nueva Orleans, mientras que Strutter vigilaría y se encuentra con el asesino de Hamilton. Bond y Leiter ven una presentación en el restaurante y mientras distraían a Leiter, Bond es llevado al sótano, donde lo esperan Mr. Big y TeeHee junto con Solitaire. Mr. Big le reclama haberse llevado a la mujer y Bond lo desafía y sabe que cada asesinato está vinculado con él y con Kananga. Mr. Big sospecha de la pérdida del poder y la virginidad de Solitaire y le exige a Bond que se lo confirme, pero Bond le dice que solo se lo dirá a Kananga. Es en ese entonces cuando Mr. Big se revela como Kananga al quitarse una máscara que llevaba puesta y una peluca. Bond descubre que Kananga planea distribuir heroína, protegiendo sus campos de amapolas con muñecos vudú equipados con cámaras de seguridad y armados, aprovechando así las creencias vudú y el miedo de los lugareños al Barón Samedi, y ofreciendo gratuitamente la droga en sus restaurentes Fillet of Soul alrededor de los Estados Unidos para luego asumir un monopolio en el tráfico de droga; llevando a la bancarrota a otros traficantes de drogas con las muestras gratis, y luego cobrar altos precios por su heroína más adelante para capitalizar las enormes drogodependencias que ha cultivado. Kananga después de hacer la confesión de sus planes pone a prueba a Solitaire, tomando el reloj de Bond para que ella viese su número de referencia. De errar, TeeHee le cortaría un dedo a Bond con su prótesis y de seguir errando seguiría a partes vitales. Solitaire, al decir que el número mencionado por Kananga es el correcto, hace que Bond sea liberado, pero es golpeado y secuestrado por TeeHee y "Whisper". Kananga sabe que Solitaire perdió su poder tras errar el número del reloj de Bond y junto con el Barón Samedi la condena a muerte.
Bond es llevado a una granja vigilada por cocodrilos y lagartos que, en realidad, es la fachada de un laboratorio para el procesamiento de droga. TeeHee lleva a Bond, le cuenta que perdió su mano alimentando a los cocodrilos y lo abandona en un islote para que los reptiles lo devorasen, Bond intenta usar su reloj magnético para atraer un bote para escapar, pero el bote está amarrado. Como un recurso desesperado, aprovechando una fila de cocodrilos en el agua, pasa rápidamente sobre ellos salvándose. Bond atrae a los cocodrilos hasta el laboratorio, lo incendia completamente y escapa en una lancha por los bayous, siendo perseguido por los matones del villano, en una de las persecuciones más famosas del cine[cita requerida]. Bond logra eludirlos mientras que Adam (Tommy Lane), otro matón, lo busca, pero es detenido por el torpe Sheriff de policía J.W. Pepper (Clifton James). Cuando Bond salta con su bote, distrae al policía y Adam escapa. La lancha de Bond empieza a fallar por un disparo que accidentalmente Pepper le dio al motor del mismo tras hacer el salto. Llegando a una casa cercana al río, Bond roba otra mientras que los secuaces de Kananga quedaban en la piscina con otra lancha. Pepper se dirige a detenerlos acompañado de varios policías y Adam roba la lancha del cuñado del Sheriff. La policía prepara una trampa para atraparlos, pero Bond y sus perseguidores escapan, y el agente logra paulatinamente neutralizarlos. Con Adam siendo el único que lo perseguía, Bond se oculta entre un conjunto de barcos en reparación, lo empapa de gasolina y lo incendia. Más tarde llega a un muelle donde lo esperaban Leiter y varios policías del estado. El Sheriff Pepper se propone a arrestar a Bond pero se le explica la situación, mientras que Leiter le dice a Bond que el restaurante había sido allanado y sobre todo encontrando tres cartas: la gran sacerdotisa, la muerte y la luna a la vez que le dice que Solitaire había sido llevada por Kananga y el Barón Samedi.
Esa noche, Leiter, Quarrel Jr. y Bond se dirigen a San Monique para destruir los campos de amapola y rescatar a Solitaire, quien sería sacrificada en un ritual vudú al igual que Baines. Con la medianoche como límite de tiempo, Quarrel Jr. se dirige a los campos de amapola mientras que Bond, viendo impotente el ritual y esperando a que el Barón Samedi saliese, rescata a Solitaire rápidamente a la vez que descubre que el Barón es un muñeco. Cuando se preparaban para escapar aparece un Barón Samedi quien se traba en una lucha a machetes con Bond, y el agente arroja al vudú a un ataúd lleno de serpientes venenosas. Bond y Solitaire bajan a un sótano donde este primero se enfrenta a matones de Kananga y ambos se dirigen a un sitio donde Kananga los espera. Por otro lado Leiter vuelve al bote de Quarrel donde le dice que el traje de buzo que debía usar Bond había desaparecido. Kananga le dice a Bond que sus secuaces habían encontrado el traje de buzo mientras que el campo de amapolas había resistido la explosión. Kananga le muestra a Bond una pistola de aire comprimido para matar tiburones con balas que inflaban y hacían explotar a la víctima, a la vez que le muestra cómo sería transportada la droga y después Kananga amarra a Bond y a Solitaire para que sean devorados por los tiburones. Usando su reloj, Bond rompe su soga, atrae una de las balas de aire comprimido, encierra a "Whisper" en un contenedor para el transporte del narcótico y se enfrenta a Kananga. Con ambos a punto de ser devorados, Bond mete en la boca del villano la bala y la activa y Kananga se infla y explota, muriendo en el acto. Bond y Solitaire escapan y al día siguiente van en un tren siendo despedidos por Leiter, sin saber que TeeHee se había infiltrado en el tren. Esa noche cuando se proponían a pasar un rato juntos, TeeHee encierra a Solitaire en una cama guardable y se enfrenta a Bond. Este estando a punto de morir asfixiado corta los cables de la prótesis de TeeHee y lo arroja del tren matándolo. Solitaire y Bond se proponen a pasar su noche mientras que en la parte delantera del tren va el Barón Samedi.

## Reparto

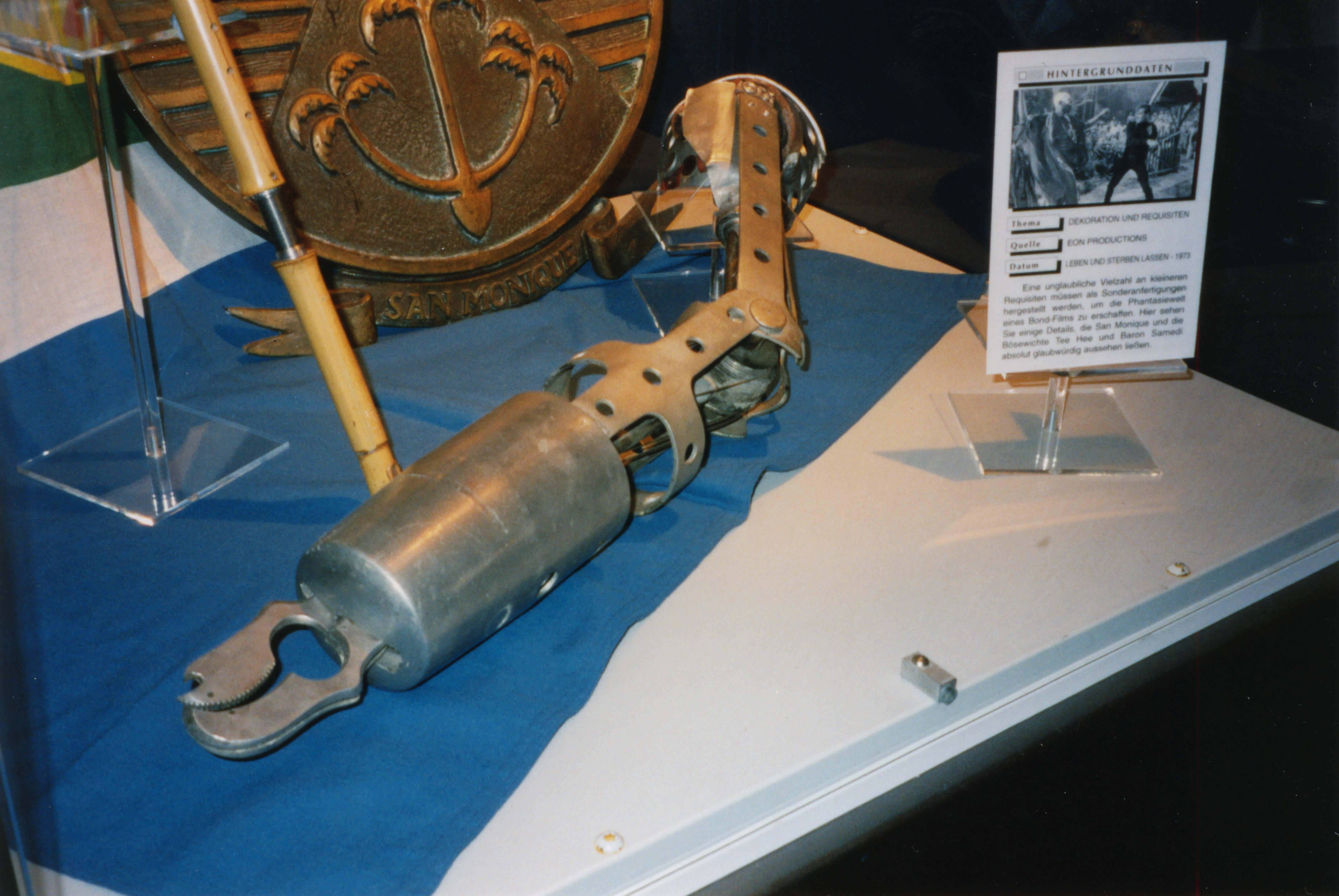
Brazo prostético de Tee Hee usado en la película.

- Roger Moore - James Bond: Agente británico del MI6 que es enviado en una misión para investigar el asesinato de tres compañeros agentes.
- Yaphet Kotto - Kananga/Sr. Big (El Jefe en Hispanoámerica): un primer ministro caribeño corrupto que también es un capo de la droga.
- Jane Seymour - Solitaire: Vidente de Kanagna e interés amoroso de Bond.
- Clifton James - Sheriff J. W. Pepper: Un rudo sheriff de Luisiana.
- Julius Harris - Tee Hee Johnson (acreditado como Julius W. Harris): El secuaz principal de Kananga que usa una prótesis de brazo con punta de pinza.
- Geoffrey Holder - Barón Samedi: Esbirro de Kananga que tiene vínculos con el ocultismo vudú.
- David Hedison - Felix Leiter: Colega y amigo de Bond en la CIA que también investiga a Mr. Big.
- Gloria Hendry - Rosie Carver: agente doble subalterna de la CIA en San Monique.
- Bernard Lee - 'M': Director de MI6.
- Lois Maxwell - Moneypenny: Secretaria de M.
- Tommy Lane - Adam: uno de los secuaces del Dr. Kananga que persigue a 007 a través del Bayou de Luisiana.
- Earl Jolly Brown - Whisper (en España 'Susurros' y en Hispanoamérica 'Tímido'): Secuaz de Kananga que solo susurra.
- Roy Stewart - Quarrel Jr.: Aliado de Bond en San Monique e hijo de Quarrel de Dr. No.
- Lon Satton - Harold Strutter: Un agente de la CIA que asiste a Bond en Nueva York.
- Arnold Williams - Taxista 1
- Ruth Kempf - Sra. Bell, piloto estudiante
- Joie Chitwood - Charlie
- Madeline Smith - Miss Caruso (acreditada como "Hermosa chica"): una agente italiana con quien Bond tiene un romance brevemente al comienzo de la película.
- Michael Ebbin - Dambala: Uno de los secuaces de Kananga en San Monique y un sacerdote vudú que aterroriza y mata a sus víctimas con una serpiente.
- Kubi Chaza - Vendedora de artículos vudú
- Brenda Arnau - Cantante (acreditada como B. J. Arnau)

## Producción

### Guion
Durante el rodaje de Diamonds Are Forever, Vive y deja morir fue elegida como la próxima novela de Ian Fleming a adaptarse porque el guionista Tom Mankiewicz pensó que sería atrevido utilizar villanos negros, ya que las Panteras Negras y otros movimientos raciales estaban activos en este momento.
Guy Hamilton fue nuevamente elegido para dirigir y, como era un fanático del jazz, Mankiewicz sugirió que filmara en Nueva Orleans. Hamilton no quiso usar la fiesta de Mardi Gras desde Thunderball la cual presentó la fiesta de Junkanoo, una festividad similar, así que después de más discusiones con el escritor y luego de la búsqueda de localizaciones con helicópteros, decidió utilizar dos características bien conocidas de la ciudad, el funeral jazz y los canales del bayou.
Para desarrollar una mejor idea de cómo se practicaba el vudú, Saltzman y Broccoli acompañaron a Hamilton, Mankiewicz y al diseñador de producción Syd Cain para explorar más Nueva Orleans y luego las islas de las Indias Occidentales. Haití fue un destino importante del viaje Fleming no solo lo relacionó con la religión, había muchos practicantes disponibles para presenciar. A pesar de ver manifestaciones reales, debido a los disturbios políticos en el país en ese momento se decidió no filmar en Haití.

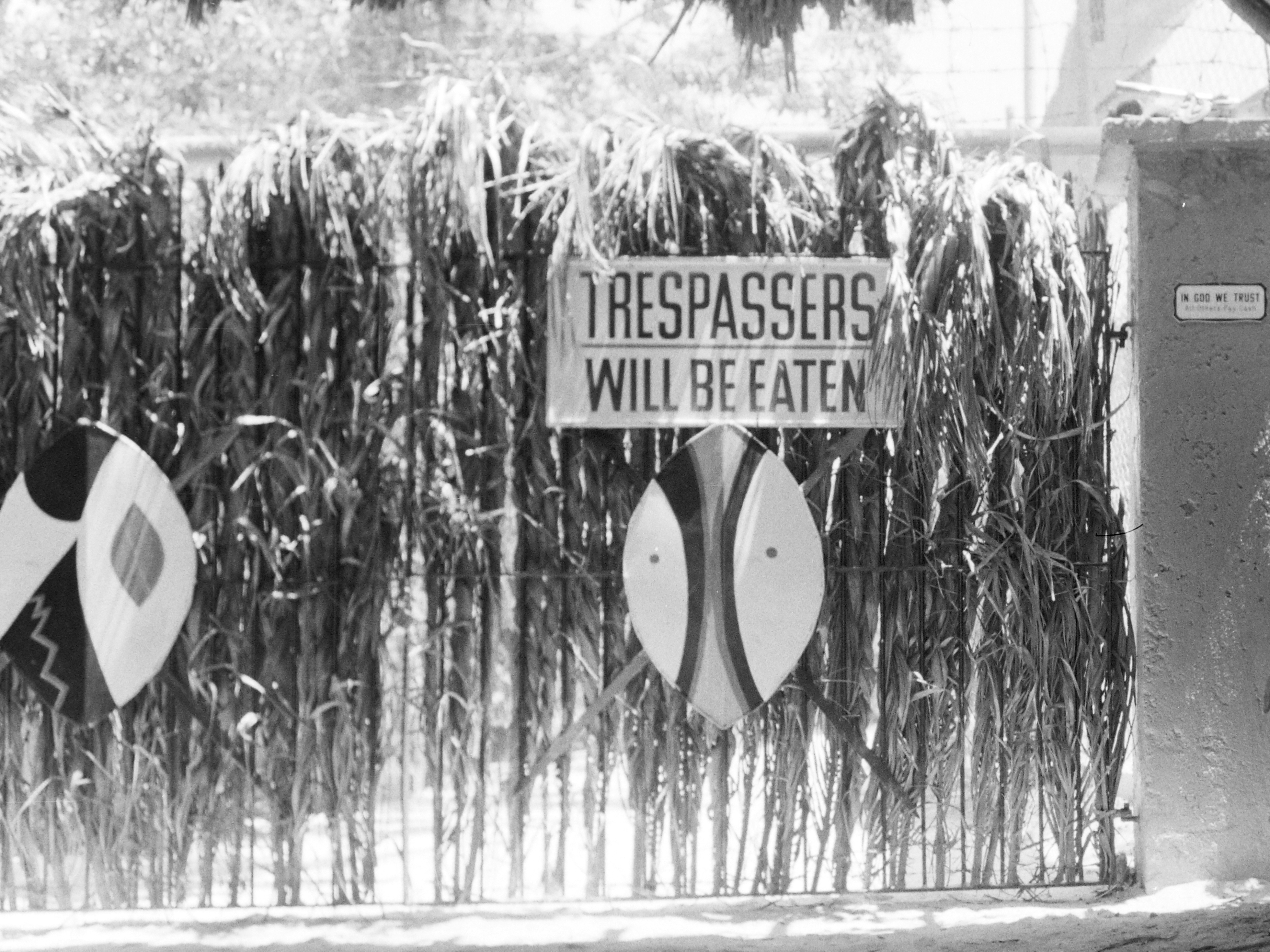
"Los intrusos serán devorados" - Puerta a "Jamaica Safari Village" en Ocho Ríos, Jamaica, localización de la película de la granja de cocodrilos / laboratorio de drogas (foto tomada en 1974)

Mientras se buscaba ubicaciones en Jamaica, el equipo de producción descubrió una granja de cocodrilos propiedad de Ross Kananga, después de pasar por un letrero que advertía que "los intrusos serán devorados". La granja se incluyó en el guion y también inspiró a Mankiewicz a nombrar al villano de la película como Kananga.
Richard Maibaum más tarde afirmó que le pidieron que escribiera la película, pero se negó porque estaba demasiado ocupado. No le gustó la película final y dijo que "procesar drogas en medio de la jungla no es una aventura de Bond".

### Casting
Broccoli y Saltzman intentaron convencer a Sean Connery de que regresara como James Bond, pero él se negó. Al mismo tiempo United Artists ofreció el papel a los actores estadounidenses Adam West y Burt Reynolds. Tanto Reynolds como West respondieron al estudio que Bond debe ser interpretado solamente por un actor británico y rechazaron el papel. Entre los actores que audicionaron para el papel de Bond estaban Julian Glover (quien sería el villano Kristatos en Solo para tus ojos), John Gavin, Jeremy Brett, Simon Oates, John Ronane, y William Gaunt. El principal favorito para el papel fue Michael Billington. United Artists todavía estaba presionando para contratar a un estadounidense para interpretar a Bond, pero el productor Albert R. Broccoli insistió en que el papel debería ser interpretado por un actor británico (dándole la razón a Reynolds y West) y presentó a Roger Moore. Después de que se eligió a Moore, Billington permaneció en la parte superior de la lista en caso de que Moore se negara a regresar para la próxima película. Billington finalmente interpretó a Sergei Barzov, un breve papel en la secuencia precréditos de La espía que me amó (1977). Moore, quien había sido considerado por los productores antes tanto para Dr. No como para Al Servicio Secreto de Su Majestad, fue finalmente el escogido Moore trató de no imitar la actuación anterior de Connery ni la suya propia como Simon Templar en la serie El Santo, y Mankiewicz encajó el guion en la personalidad de Moore al ofrecer escenas más cómicas y un enfoque desenfadado de Bond.
Mankiewicz había pensado en convertir a Solitaire en una mujer negra, y Diana Ross fue la primera elección. Broccoli y Saltzman decidieron ceñirse a la descripción de Fleming de una mujer blanca y, después de considerar a Catherine Deneuve, fue escogida Jane Seymour, quien actuó en la serie The Onedin Line. Yaphet Kotto fue escogido tras haber hecho otra película con United Artists, Across 110th Street. Kotto declaró que una de las cosas que le gustó en el papel fue el interés de Kananga en el Ocultismo, "sintiendo que puede controlar el pasado, el presente y el futuro".
Mankiewicz creó al personaje del Sheriff J.W. Pepper para agregar un alivio cómico. Interpretado por Clifton James, Pepper repetiría su papel en El hombre de la pistola de oro. Vive y deja morir es también la primera de dos películas con David Hedison interpretando a Felix Leiter, quien repetiría su papel en Licencia para matar. Hedison declaró: "Estaba seguro de que esa sería mi primera y última" aparición como personaje, antes de volver a ser elegido.
Madeline Smith, quien a interpretó a Miss Caruso, compartiendo la cama de Bond en las escenas iniciales de la película, fue recomendada para el papel por Roger Moore después de haber aparecido con ella en televisión. Smith dijo que Moore fue cortés y agradable de trabajar, pero que se sentía muy incómoda al estar vestida solo con bragas de bikini azules mientras la esposa de Moore estaba en el set supervisando la escena.
Vive y deja morir fue la única película de Bond hasta Casino Royale (2006) en la que no aparece "Q", interpretado por Desmond Llewelyn. Para entonces apareció en la serie de televisión Follyfoot, pero fue contratado para tres episodios lo que le impidió aparecer en la película. Para entonces, Saltzman y Broccoli decidieron no incluir al personaje, sintiendo que "se estaba haciendo demasiado con los artilugios de las películas", y decidieron restarle importancia a este aspecto de la serie. para disgusto de Llewelyn.
Lois Maxwell solo se incluyó en Diamonds Are Forever durante el rodaje como una adición tardía, ya que había pedido un aumento salarial. Para Vive y deja morir, regresó por la misma tarifa, pero debido a un error técnico, el rodaje de sus escenas en la casa de Bond al comienzo de la película se extendió a dos días, lo que le costó más a la producción que si hubieran pagado el aumento que ella solicitó. Moore escribió más tarde que Maxwell celebró el día del doble pago comprando un abrigo de piel.

### Rodaje
La fotografía principal inició en octubre de 1972, en Luisiana. Durante un tiempo, sólo la segunda unidad fue cuando luego de Moore fue diagnosticado con cálculos renales. En noviembre el equipo de producción se trasladó a Jamaica, que representó a la ficticia San Monique. En diciembre, la producción se dividió en los interiores de Pinewood Studios y rodaje de locaciones en Harlem. Según los informes, los productores debían pagar dinero de protección a una pandilla local de Harlem para garantizar la seguridad del equipo de producción. Cuando se acabó el dinero, se vieron obligados a irse. De hecho, algunos exteriores se rodaron en el Upper East Side de Manhattan como resultado de las dificultades de usar ubicaciones reales de Harlem.
Yaphet Kotto declaró más tarde: "Había tantos problemas con ese guión... Tenía demasiado miedo de salir como Mantan Moreland... Tuve que profundizar en mi alma y en mi cerebro y llegar a un nivel de realidad que compensara el mar de estupideces estereotipadas que escribió Tom Mankiewicz que no tenían nada que ver con la experiencia o la cultura negra ". Kotto dijo que hizo esto basándose en "una situación de la vida real por la que estaba pasando y eso me salvó... pero la forma en que Kananga muere fue una broma... Toda la experiencia no fue tan gratificante como yo quería".
Ross Kananga sugirió el truco de Bond saltando sobre cocodrilos, y los productores lo contrataron para realizarlo. La escena tomó cinco tomas para completarse, incluida una en la que el último cocodrilo golpeó el talón de Kananga, rasgándole los pantalones. La producción también tuvo problemas con las serpientes. El continuista tenía tanto miedo que se negó a estar en el set con ellos, un actor se desmayó mientras filmaba una escena en la que es asesinado por una serpiente, Jane Seymour se aterrorizó cuando una serpiente se acercó a su cara y Geoffrey Holder sólo accedió a caer en el ataúd lleno de serpientes porque la Princesa Alejandra estaba visitando el set.
La persecución en botes se filmó en Luisiana alrededor del área del Bayou irlandés, con algunas interrupciones causadas por las inundaciones. 26 boats fueron construidos por la compañía de botes Glastron para la película. 17 fueron destruidos durante los ensayos. La escena del salto de la lancha rápida sobre el pantano, filmada con la ayuda de una rampa especialmente construida, sin querer estableció un Record Guinness en ese momento con 110 pies (33,5 m) despejados.  Las olas creadas por el impacto hicieron que el siguiente bote volcara.
Otra persecución previa con un autobús de dos pisos se filmó con un antiguo autobús londinense adaptado al quitarle la sección superior y luego volver a colocarlo en su lugar sobre rodamientos de bolas para permitir que se deslice en el impacto. Las acrobacias relacionadas con el autobús fueron realizadas por Maurice Patchett, un instructor de conducción de autobuses del transporte público londinense.
Salvador Dalí fue abordado en 1973 para diseñar una baraja de Tarot surrealista de la película. Sin embargo, su tarifa era demasiado para el presupuesto de la película.
Finalmente, la baraja utilizada en la película fue diseñada por el artista esconcés Fergus Hall y se puso a la venta el mismo año del estreno. Desde 1982 se vende como El Tarot de las brujas. Dalí siguió trabajando en la baraja y la estrenó en 1984.

### Banda sonora
John Barry, quien había trabajado antes en las 7 películas previas y orquestado el "Tema de James Bond", no estaba disponible durante la producción. Broccoli y Saltzman en su lugar le pidieron a Paul McCartney escribir el tema principal. Saltzman, consciente de su decisión de no haber producido la película A Hard Day's Night, estaba especialmente ansioso por trabajar con McCartney. Dado que el salario de McCartney era alto y no se pudo contratar a otro compositor con el resto del presupuesto musical, George Martin, quien había sido el productor de McCartney mientras estaba con The Beatles, fue elegido para escribir la partitura de la película. "Live and Let Die", escrita por  McCartney junto a su esposa Linda e interpretada por su grupo Wings, fue la primera canción de verdadero rock and roll utilizada para abrir una película de Bond, y se convirtió en un gran éxito en el Reino Unido (donde alcanzó el número nueve en las listas) y los Estados Unidos (donde alcanzó el número 2, durante tres semanas). Fue nominada a un Premio Óscar, pero perdió ante "The Way We Were". Los productores contrataron a B. J. Arnau para grabar e interpretar la canción principal, sin darse cuenta de que McCartney tenía la intención de interpretarla. La versión de Arnau apareció en la película, cuando la cantante la interpreta en un club nocturno que visita Bond.
La Olympia Brass Band tiene un papel notable en la película, donde lideran una marcha fúnebre de alguien que será asesinado. El trompetista Alvin Alcorn interpretó al asesino (acreditado como "asesino casual"). La pieza musical que toca la banda al comienzo de la marcha fúnebre es "Just a Closer Walk with Thee". Después de que el agente Hamilton es apuñalado, la banda comienza a tocar la más animada "Joe Avery's Piece", a.k.a. "New Second Line".

## Estreno y recepción
La película fue estrenada en Estados Unidos el 27 de junio de 1973. El estreno mundial se dio en el Odeon Leicester Square en Londres el 6 de julio de 1973, con lanzamiento general en el Reino Unido el mismo día. Con un presupuesto de alrededor de $ 7 millones, ($40 millones en dólares de 2017) la película recaudó $ 161.8 millones ($934 millones en dólares de 2017) en todo el mundo.
La película tiene el récord de la película transmitida por televisión más vista en el Reino Unido al atraer a 23,5 millones de espectadores cuando se estrenó en ITV el 20 de enero de 1980.

### Críticas contemporáneas
Roger Ebert del Chicago Sun-Times afirmó que Moore "tiene los atributos superficiales para el trabajo: la urbanidad, la ceja levantada con curiosidad, la calma bajo el fuego y en la cama". Sin embargo, sintió que Moore no estaba satisfecho al estar a la altura del legado dejado por Sean Connery en las películas anteriores. Calificó a los villanos como "un poco banales", y agregó que la película "no tiene un villano de Bond digno de los Goldfingers, Dr. Nos y Oddjobs del pasado." Richard Schickel, de la revista Time, describió la película como "la adición más vulgar a una serie que ha sobrevivido hace mucho tiempo a su breve momento histórico, si no, por desgracia, a su rentabilidad". También criticó las secuencias de acción como excesivas, pero señaló que "aparte de una espectacular lancha rápida sobre tierra y agua, la película es a la vez superficial y predecible, dejando la mente libre para vagar en la cuestión de su gusto general. O la falta de él". " Roger Greenspun del The New York Times elogió a Moore como "un James Bond apuesto, suave y algo flemático, con una tendencia a descartar sus bromas de usar y tirar como las vergüenzas menores que, por desgracia, suelen ser". Criticó a Jane Seymour y Yaphet Kotto, el último de los cuales sentía que "no proyecta el mal". En conclusión, comentó que la película estaba "especialmente bien fotografiada y editada, y hace un uso inteligente y extenso de su buena canción principal, de Paul y Linda McCartney".
Charles Champlin de Los Angeles Times comparó a Moore como "un sucesor guapo y agradablemente agradable de Sean Connery como James Bond". Además, señaló que el guion "usa solo la esencia de la historia de Fleming sobre las malas acciones que unen a Harlem con una misteriosa isla caribeña. El nivel de invención es alto, pero de vez en cuando sientes la tensión de tener que esforzarte siempre más porque eres el No. 1. Si una víbora amenazante es buena, tres o un ataúd lleno no son inevitablemente mejores. Pero la acción nunca decae, y la serie nunca pareció más una caricatura real". La revista Variety escribió que Moore era "un buen reemplazo para Sean Connery. El guión de Tom Mankiewicz, enfrentado a una crisis del mundo real en el sector de los villanos, revela que las líneas de la trama han descendido más al nivel de la vieja serie del sábado por la tarde, y el tratamiento es más que nunca como una caricatura. Los valores morales siempre dudosos y las piezas de acción no han cambiado. La dirección de Guy Hamilton es buena ".

### Críticas retrospectivas
Chris Nashawaty, crítico de la BBC, argumenta que el Dr. Kananga / Mr. Big es el peor villano de las películas de Roger Moore James Bond. También de la BBC, William Mager elogió el uso de ubicaciones, pero dijo que la trama era "complicada". Afirmó que "Connery y Lazenby tenían un aire de matón oculto, puños apretados listos, pero en el caso de Moore una broma sardónica y una ceja levantada son sus armas más mortíferas". Danny Peary, en su libro Guide for the Film Fanatic, señaló que Jane Seymour retrata "una de las heroínas más bellas de la serie Bond", pero elogió poco a Moore, a quien describió como haciendo "un debut poco impresionante como James Bond en la poco imaginativa adaptación de Tom Mankiewicz de La segunda novela de Ian Fleming ... La película se tambalea durante la mayor parte del camino. Es difícil recordar que Moore interpreta a Bond a veces; de hecho, si él y Seymour fueran negros, la imagen podría pasar como una de las películas de explotación negra de la Hay pocas secuencias de acción interesantes: una persecución en lancha motora es bastante trillada para empezar, pero los realizadores lo empeoran al incluir a algunos policías estúpidos de Luisiana, incluido el barrigón Sheriff Pepper ".
Ian Nathan de la revista Empire escribió "Esto es Bond de buena calidad, logrando reinterpretar los movimientos clásicos - acción, deducción, seducción - para un idioma más moderno sin romper el molde. Por un lado tenemos el uso de caimanes como trampolines y el pomposo pitbull de rootin ' Tootin 'Sheriff Pepper atrapado en la emocionante persecución en barco. Por otro lado, el aura genuina de amenaza a través del extraño secuaz vudú Tee Hee y la inclinación hacia - ¿qué es esto? - realismo en el plan de Mr Big para apoderarse del tráfico de drogas de la mafia . " Llegó a la conclusión de que "Moore se había puesto los pies debajo de la mesa". IGN clasificó a Solitaire en el décimo lugar en una lista de las 10 mejores chicas Bond. En noviembre de 2006, Entertainment Weekly enumeró a Live and Let Die como la tercera mejor película de Bond. MSN la eligió como la decimotercera mejor película de Bond e IGN lq clasificó como la duodécima mejor. En el sitio web del agregador de reseñas Rotten Tomatoes, la película tiene un índice de aprobación del 65% de 52 reseñas basadas en 5.7 / 10. El consenso crítico del sitio web dice: "Si bien no es una de las películas de Bond mejor calificadas, Live and Let Die encuentra a Roger Moore agregando su sello a la serie con destellos de estilo y un sentido del humor mejorado".

### Premios y nominaciones
En 2004, el American Film Institute nominó también la canción para las 100 canciones de AFI'S.
| \| Premio \| Categoría \| Receptor(es) \| Resultado \| \| --------------- \| ------------------------------------------------------------- \| ---------------------- \| --------- \| \| Premios Óscar \| Óscar a la mejor canción original[45] \| Paul & Linda McCartney \| Nominados \| \| Premios Grammy \| Premio Grammy a la mejor canción escrita para medios visuales \| Paul & Linda McCartney \| Nominados \| \| Premios Evening \| Premios Evening Standard del cine británico \| Guy Hamilton \| Ganador \| |                                                               |                        |           |
| Premio | Categoría                                                     | Receptor(es)           | Resultado |
| Premios Óscar | Óscar a la mejor canción original                             | Paul & Linda McCartney | Nominados |
| Premios Grammy | Premio Grammy a la mejor canción escrita para medios visuales | Paul & Linda McCartney | Nominados |
| Premios Evening | Premios Evening Standard del cine británico                   | Guy Hamilton           | Ganador   |